# Трековань
Трековань (фр. Treycovagnes) — громада  в Швейцарії в кантоні Во, округ Юра-Нор-Водуа.

## Географія
Громада розташована на відстані близько 70 км на захід від Берна, 27 км на північ від Лозанни.
Трековань має площу 2,1 км², з яких на 14% дозволяється будівництво (житлове та будівництво доріг), 82,6% використовуються в сільськогосподарських цілях, 2,4% зайнято лісами, 1% не є продуктивними (річки, льодовики або гори).

## Демографія
2019 року в громаді мешкало 491 особа (+6,3% порівняно з 2010 роком), іноземців було 16,7%. Густота населення становила 236 осіб/км².
За віковим діапазоном населення розподілялося таким чином: 24% — особи молодші 20 років, 61,1% — особи у віці 20—64 років, 14,9% — особи у віці 65 років та старші. Було 191 помешкань (у середньому 2,6 особи в помешканні).
Із загальної кількості 86 працюючих 6 було зайнятих в первинному секторі, 31 — в обробній промисловості, 49 — в галузі послуг.